# فرانك دلهيم
فرانك دلهيم (2 مايو 1936 – 20 يناير 2020) هو مبارز بالسيف بلجيكي راحل، مثّل بلاده في الألعاب الأولمبية الصيفية 1960.

## روابط خارجية
فرانك دلهيم على موقع أوليمبيديا (الإنجليزية)